# Никлаус Вирт
Никлаус Вирт (на немски: Niklaus Wirth) е швейцарски учен, известен с приносите си в развитието на информационните технологии. Смятан е за създател на няколко езика за програмиране, сред които Euler, Pascal, Modula, Modula-2 и OBERON. Това са езици, които насърчават добрата програмистка практика и спомагат за надеждност и многократна използваемост на програмния код.

## Биография
Роден е на 15 февруари 1934 г. във Винтертур в околностите на Цюрих. От дете се увлича по техниката, особено авиомоделирането. От изработването на модели обаче той сравнително бързо преминава към разработване на дистанционно управление за тях. Когато навършва 18 години, той и още двама цюрихски авиомоделисти получават от Англия желаната радиоапаратура. Това предопределя по-нататъшната му съдба.
През 1954 г. Вирт постъпва във факултета по електроника в Цюрихския Федерален институт по технология ETH (Eidgenoessische Technische Hochschule). През 1959 получава степен бакалавър по електроника. Вирт продължава образованието си в Университета Лавал в Квебек, Канада, където през 1960 г. получава степен магистър. По-късно го поканват в Калифорнийския университет в Бъркли (САЩ). Там под ръководството на професор Хари Хаски през 1963 г. Никлаус Вирт защитава докторска дисертация, посветена на развитието на Algol чрез средствата на Lisp (езика Euler). Тази работа поставя начало на успешната му кариера: поканен е в Комитета на Международната федерация по обработка на информацията (IFIP) по стандартизация на Algol. В разработката на езици Никлаус Вирт се отказва от абстрактно-научния подход в полза на математическо-инженерния. По негови думи, по-добре е отначало да се реализира езикът, а чак след това да се пише за него.
От 1963 до 1967 г. Вирт работи като доцент по информатика в Станфордския университет, а през 1967 г. се връща с тази титла в Цюрихския университет. През 1968 г. е назначен в ETH с титла професор по информатика. Взема две години творчески отпуск, през които работи в изследователския център на Xerox в Пало Алто (Xerox PARC), Калифорния. От 1982 до 1984 г., както и от 1988 до 1990 г. Вирт оглавява факултета по компютърни науки в ETH, а от 1990 г. ръководи Института по компютърни системи към ETH.
При навършване на 65-годишна възраст професор Вирт излиза в пенсия на 1 април 1999 г.

## Научна дейност
Разработката на езика Pascal, завършила през 1970 г., прави Вирт световноизвестен, защото това е първият език за програмиране с ясна логическа структура, много подходяща и за обучение по програмиране.
Никлаус Вирт е главен проектант на езиците за програмиране Algol W, Pascal, Modula, Modula-2 и Oberon. Има значително участие и при разработката на компютъра Lilith и операционната система Oberon, както и на проекта за системата Lola за проектиране и симулация на хардуер.
През 1984 г. получава наградата Тюринг на Асоциацията по компютърна техника (ACM) за разработката на тези езици. Тази награда сред компютърните специалисти се сравнява с Нобеловата награда. С тази награда са отличени и холандецът Едсгер Дейкстра и англичанинът Чарлз Антъни Хор, с които Вирт се познава още от 1960-те, и които, заедно с него, са смятани за едни от основоположниците на структурно програмиране.
Никлаус Вирт е автор и на редица известни книги, сред които актуалните и до днес „Algorithms + Data Structures = Programs“ и „Systematic Programming“. Статията му Program Development by Stepwise Refinement се смята за класическа в областта на софтуерния инженеринг.

## Популярност
Европейците произнасят правилно името на Никлаус Вирт, но американците обикновено го изговарят като Никлъс Уърт (Worth = който има стойност). Оттук произлиза и програмисткият виц, че европейците го извикват по име, а американците го извикват по стойност (Europeans call him by name while Americans call him by value).